# Braskem
Braskem S.A. è una società petrolchimica brasiliana con sede a San Paolo. L'azienda è la più grande azienda petrolchimica dell'America Latina ed è diventata uno dei principali attori nel mercato petrolchimico internazionale (è l'ottavo produttore di resina al mondo).

## Prodotti
Braskem è il principale produttore di resina termoplastica delle Americhe. Con 36 stabilimenti industriali sparsi in Brasile, Stati Uniti, Messico e Germania, l'azienda produce oltre 16 milioni di tonnellate di resine termoplastiche e altri prodotti petrolchimici all'anno. Braskem è il principale produttore mondiale di biopolimeri con il suo impianto Green PE da 200.000 tonnellate che produce polietilene da etanolo a base di canna da zucchero.

## Storia
Nel 2002 nasce Braskem, già leader nel settore petrolchimico dell'America Latina, con unità industriali e uffici in Brasile, oltre a basi commerciali negli Stati Uniti e in Argentina. La società è nata dal consolidamento di sei società: Copene, OPP, Trikem, Nitrocarbono, Proppet e Polialden. Nel 2006 Braskem ha acquisito Politeno, il terzo produttore di polietilene in Brasile.
L’anno successivo la società si unì a Petrobras ed Ultrapar nella più grande fusione nella storia del Brasile, quando queste tre società acquisirono il Grupo Ipiranga per 4 miliardi di dollari. Mentre Petrobras e Ultrapar condividevano le operazioni di distribuzione del carburante, Braskem ha rilevato Ipiranga Petroquímica, l'ex attività petrolchimica di Ipiranga. Nel 2016 Braskem è stata multata di 957 milioni di dollari per uno scandalo di corruzione.
Braskem è responsabile del processo di affondamento di parti della città di Maceió, nello stato di Alagoas. Questo evento ha acquisito notorietà nazionale sin dal suo inizio nel 2018 e da allora ha causato lo sfollamento di circa 60.000 persone dalla città.